# 塞纳克和圣于连
塞纳克和圣于连（法語：Cénac-et-Saint-Julien，法語發音：[senak e sɛ̃ ʒyljɛ̃]）是法国多尔多涅省的一个市镇，属于萨拉拉卡内达区。该市镇于1827年由原市镇塞纳克（Cénac）和圣于连-德卡斯泰尔诺（Saint-Julien-de-Castelnaud）合并而成。

## 地理
塞纳克和圣于连（44°48'0"N, 1°12'16"E）面积19.87 平方千米，位于法国新阿基坦大区多爾多涅省，该省份为法国西南部内陆省份，是法國本土面积第三大的省，大致对应佩里戈尔地区，北起顺时针与夏朗德省、上维埃纳省、科雷兹省、洛特省、洛特-加龙省、吉倫特省和滨海夏朗德省接壤。
与塞纳克和圣于连接壤的市镇（或旧市镇、城区）包括：拉罗克加雅克、达格朗、卡斯泰尔诺-拉沙佩勒、多姆、纳比拉、韦扎克、圣西布拉内、圣马夏尔德纳比拉。

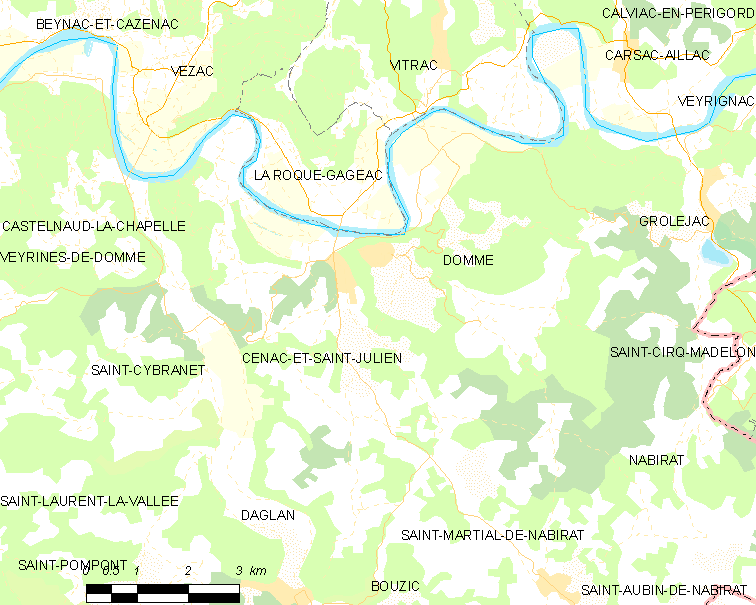
塞纳克和圣于连的OSM定位图

塞纳克和圣于连的时区为UTC+01:00、UTC+02:00（夏令时）。

## 行政
塞纳克和圣于连的邮政编码为24250，INSEE市镇编码为24091。

## 政治
塞纳克和圣于连所属的省级选区为多尔多涅河谷县。

## 人口

1962-2008年间塞纳克和圣于连人口变化图示

塞纳克和圣于连于2022年1月1日时的人口数量为1189人。